# کوسکو هلاس
کوسکو هلاس (به انگلیسی: Cosco Hellas) یک کشتی است که طول آن ۳۵۰٫۰ متر (۱٬۱۴۸٫۳ فوت) می‌باشد. این کشتی  در سال ۲۰۰۶ ساخته شد.